# Vallekilde

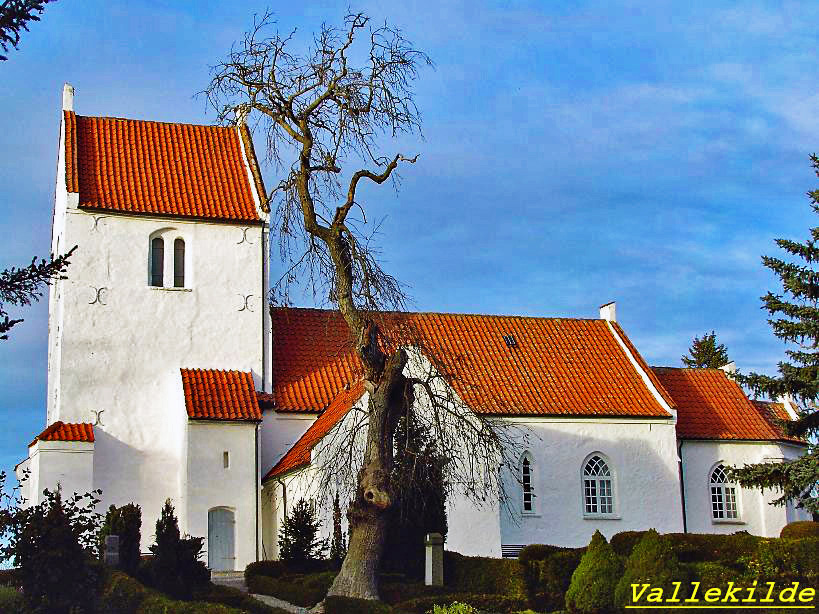
Vallekilde Kirke

Vallekilde är en liten ort på Nordvästsjälland. Byn är en del av tätorten Hørve. Vallekilde ligger i Odsherred kommun och tillhör Region Själland. Vallekilde har en folkhögskola (Vallekilde Højskole) och en skola. Skolan heter Vallekilde-Hørve Friskole.
Det finns två kyrkor, Vallekilde Kirke och Korskirken.